# Зајчји Врх при Стопичах
Зајчји Врх при Стопичах (словен. Zajčji Vrh pri Stopičah) је насељено место у општини Ново Место, регија Југоисточна Словенија, Словенија.

## Историја
До територијалне реорганизације у Словенији био је у саставу старе општине Ново Место.

## Становништво
У попису становништва из 2011. године, Зајчји Врх при Стопичах је имао 91 становника.
| Број становника према пописима | Број становника према пописима | Број становника према пописима |
| ------------------------------ | ------------------------------ | ------------------------------ |
| 1991                           | 2002                           | 2011                           |
| 93                             | 93                             | 91                             |

Напомена: До 1955. исказивано под именом Зајчји Врх. Године 1992. умањено за део насеља који је припојен насељу Долж.